# Quentin Bezza
Quentin Bezza, né le 24 mars 1998 à Hégenheim (Haut-Rhin), est un coureur cycliste français.

## Biographie
Formé au VC Saint-Louis R3F,, Quentin Bezza évolue à l'ASPTT Mulhouse dans la catégorie junior (moins de 19 ans). Il intègre ensuite le VC Unité Schwenheim en 2017. Deux ans plus tard, il s'impose à plusieurs reprises en première catégorie. Il est notamment sacré double champion du Grand Est du contre-la-montre, chez les élites et les espoirs (moins de 23 ans). 
En 2020, il intègre l'AC Bisontine. Bon rouleur, il se distingue en devenant champion de Bourgogne-Franche-Comté et vice-champion de France du contre-la-montre espoirs. L'année suivante, il confirme ses qualités de rouleur en s'adjugeant les championnats régionaux du Grand Est et d'Auvergne-Rhône-Alpes du contre-la-montre, avec le club Charvieu-Chavagneux IC. Il s'impose par ailleurs sur le prologue du Tour des Landes. Dans le même temps, il termine ses études de commerce en obtenant un diplôme de l'EM Strasbourg Business School. 
Lors de la saison 2022, il s'illustre de nouveau au niveau amateur en remportant le classement général du Saint-Brieuc Agglo Tour. Il gagne aussi l'épreuve chronométrée du Tour du Beaujolais ainsi qu'une étape du Tour du Pays Roannais. Malgré ses performances, il ne décroche pas de contrat professionnel. Quentin Bezza décide alors de rejoindre le SCO Dijon-Materiel-velo.com en 2023. À la fin du mois de mai, il décroche un succès sur la deuxième étape du Tour de la Mirabelle, disputé sur un parcours très escarpé. Il s'agit de sa première victoire obtenue sur une course inscrite au calendrier de l'Union cycliste internationale.

## Palmarès et résultats

### Palmarès par année
| - 2019 - Championnat du Grand Est du contre-la-montre - Championnat du Grand Est du contre-la-montre espoirs - Grand Prix Coanus - Contre-la-montre du Canton de Berne - Grand Prix de Reichstett - 3e du Prix du Saugeais - 2020 - Championnat de Bourgogne-Franche-Comté sur route espoirs - 2e du championnat de France du contre-la-montre espoirs - 2021 - Championnat d'Auvergne-Rhône-Alpes du contre-la-montre - Prologue du Tour des Landes - Grand Prix de Varennes-sur-Allier - 2022 - 2e étape du Tour du Beaujolais (contre-la-montre) - 2eb étape du Tour du Pays Roannais - Saint-Brieuc Agglo Tour : - Classement général - 2e étape (contre-la-montre) - 2e du Grand Prix National de Cintegabelle - 3e du championnat d'Auvergne-Rhône-Alpes sur route | - 2023 - Grand Prix de Cintegabelle (contre-la-montre) - Prix de Saint-Projet - 3e étape du Tour du Loiret (contre-la-montre) - 2e étape du Tour de la Mirabelle - 2e étape du Tour du Beaujolais (contre-la-montre) - Critérium de Sélestat - Grand Prix de Saint-Amand-Montrond - 2e du Tour du Loiret - 3e du Challenge du Boischaut-Marche - 2024 - 1re et 5e étapes du Tour de la Guadeloupe - 3e du Grand Prix de Vougy - 2025 - 3e étape du Sharjah Tour (contre-la-montre) |  |

### Classements mondiaux
| Année           | 2019   | 2020 |
| --------------- | ------ | ---- |
| UCI Europe Tour | 1 770e | 929e |